# Маньчжурское письмо
Маньчжурское письмо (маньчж. ᠮᠠᠨᠵᡠ

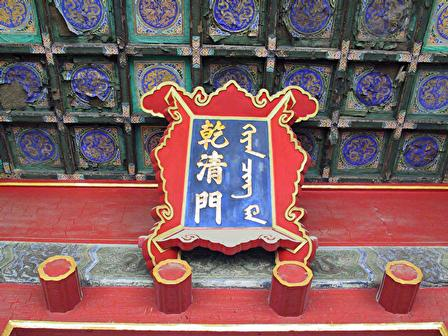
Китайская (слева) и маньчжурская (справа) надпись в Запретном Городе

ᡥᡝᡵᡤᡝᠨ manju hergen) — система письма, использовавшаяся для записи различных диалектов маньчжурского языка.
Маньчжурское письмо представляет собой дальнейшее развитие старомонгольского письма. Направление письма сверху вниз, строки пишутся слева направо. Каждая буква имеет три графических варианта начертания, обусловленных положением в слове: в начале, середине и конце.
В настоящее время используется маньчжурами (около 70 носителей), а также сибинцами (40 000), говорящими на сибинском диалекте маньчжурского языка. Маньчжурским письмом записано значительное количество письменных памятников, созданных в период правления маньчжурской династии Цин — это в первую очередь документы исторического значения (связанные с политикой, религией и т. п.), переводы китайской литературы, а также более редкие оригинальные произведения народного и авторского творчества маньчжуров.

## История

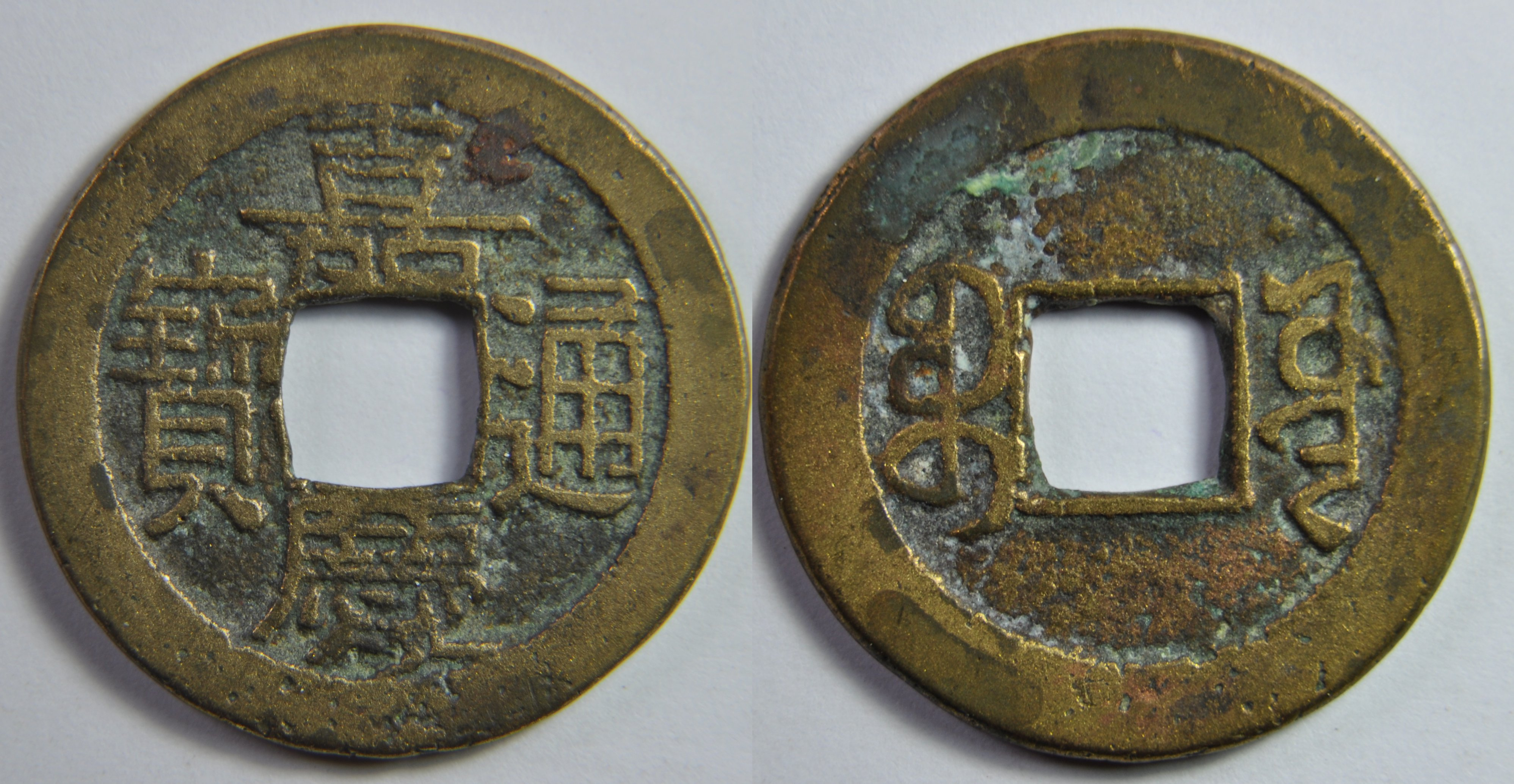
Монета 1 цянь. Имп. Цзяцин (1796—1820). На реверсе надпись на маньчжурском: ᠪᠣᠣ ᠶᡠᠸᠠᠨ.

Первоначально маньчжуры использовали в качестве языка дипломатии и администрации монгольский язык и старомонгольскую письменность.
Согласно сведениям, изложенным в труде «Правдивые записи деяний первых маньчжурских императоров» (маньчж. ᠮᠠᠨᠵᡠ ᡳ
ᠶᠠᡵᡤᡳᠶᠠᠨ
ᡴᠣᠣᠯᡳ manju-i yargiyan kooli; кит. трад. 滿洲實錄, упр. 满洲实录, пиньинь Mǎnzhōu Shílù, палл. Маньчжоу Шилю), основатель дайцинской династии Айсиньгёро Нурхаци приказал приспособить для записи маньчжурского языка старомонгольскую письменность.
Адаптация была произведена в 1599 году двумя советниками Нурхаци — учёным ламой Эрдени-бакши и министром Гагай-заргучи. Старомонгольская письменность была оставлена практически без изменений — этот первоначальный вариант письменности назывался tongki fuka akū hergen (маньчж. ᡶᡠᡴᠠ
ᠠᡴᡡ
ᡥᡝᡵᡤᡝᠨ«письменность без точек и кружков»).
Старомонгольская письменность была плохо приспособлена к фонологии маньчжурского языка, поэтому в 1632 году учёный Да-хай усовершенствовал письмо путём добавления диакритических знаков для устранения многочисленных неоднозначностей, существовавших в исходном варианте.
Например, h, g и k в начале слова обозначались соответственно точкой или кружком или отсутствием диакритических знаков. Кроме того, были введены десять графем, использовавшихся в китайских и санскритских заимствованиях.
Этот вариант является стандартным и известен под названием tongki fuka sindaha hergen (маньчж. ᡨᠣᠩᡴᡳ
ᡶᡠᡴᠠ
ᠰᡳᠨᡩᠠᡥᠠ
ᡥᡝᡵᡤᡝᠨ«письменность с точками и кружками»).
Маньчжурское письмо активно использовалось в государственном управлении вплоть до Синьхайской революции 1911 года и падения маньчжурской династии.

## Современное состояние
Официально считается, что в результате сильнейшей языковой ассимиляции маньчжуров, правящий класс и городское население которых практически полностью перешло на китайский язык к концу XIX века, необходимость в письменном языке отпала. Однако в трёх северо-восточных провинциях Китая, на которые была разделена Маньчжурия, поддерживается обучение языку и письменности в рамках стремления маньчжуров к сохранению самоидентификации, а также употребление маньчжурской письменности проживающими здесь даурами для записи даурского языка (один из архаичных монгольских языков), а в СУАР — этнографической группой маньчжуров сибо или сибэ, хорошо сохранившей маньчжурский язык.
Значительный вклад в сохранение письменности осуществляют высшие учебные и научные учреждения КНР и Монголии, где изучение маньчжурского языка и письма — необходимое условие для чтения значительного количества исторических документов времён империи Цин.

## Чжуван чжувэ
В традиционной грамматике маньчжурское письмо описывается как слоговое. Изучение письма основано не на алфавите, а на силлабарии Чжуван чжувэ учжу битхэ. Силлабарий состоит из 12 групп с общим объёмом 1441 слог. Слоги можно разделить на собственно маньчжурские и на дополнительные (тулэрги хэргэнь), предназначенные для передачи китайских слогов. Слоги, применяемые в мантрах для написания специфичный санскритских и тибетских слогов, называются али гали и в чжуван чжувэ не входят. Первая базовая группа чжуван чжувэ состоит из 131 открытого слога. Остальные группы состоят из закрытых слогов, образованных добавлением финалей i, r, n, ng, k, s, t, b, o, l, m.
Первая группа маньчжурских слогов с транслитерацией Мёллендорфа (1847—1901):
| ᠠ a ᡝ e ᡳ i ᠣ o ᡠ u ᡡ ū ᠨᠠ na ᠨᡝ ne ᠨᡳ ni ᠨᠣ no ᠨᡠ nu ᠨᡡ nū                         |
| ᡴᠠ ka ᡤᠠ ga ᡥᠠ ha ᡴᠣ ko ᡤᠣ go ᡥᠣ ho ᡴᡡ kū ᡤᡡ gū ᡥᡡ hū                               |
| ᠪᠠ ba ᠪᡝ be ᠪᡳ bi ᠪᠣ bo ᠪᡠ bu ᠪᡡ bū ᡦᠠ pa ᡦᡝ pe ᡦᡳ pi ᡦᠣ po ᡦᡠ pu ᡦᡡ pū             |
| ᠰᠠ sa ᠰᡝ se ᠰᡳ si ᠰᠣ so ᠰᡠ su ᠰᡡ sū ᡧᠠ ša ᡧᡝ še ᡧᡳ ši ᡧᠣ šo ᡧᡠ šu ᡧᡡ šū             |
| ᡨᠠ ta ᡩᠠ da ᡨᡝ te ᡩᡝ de ᡨᡳ ti ᡩᡳ di ᡨᠣ to ᡩᠣ do ᡨᡠ tu ᡩᡠ du                         |
| ᠯᠠ la ᠯᡝ le ᠯᡳ li ᠯᠣ lo ᠯᡠ lu ᠯᡡ lū ᠮᠠ ma ᠮᡝ me ᠮᡳ mi ᠮᠣ mo ᠮᡠ mu ᠮᡡ mū             |
| ᠴᠠ ca ᠴᡝ ce ᠴᡳ ci ᠴᠣ co ᠴᡠ cu ᠴᡡ cū ᠵᠠ ja ᠵᡝ je ᠵᡳ ji ᠵᠣ jo ᠵᡠ ju ᠵᡡ jū             |
| ᠶᠠ ya ᠶᡝ ye ᠶᠣ yo ᠶᡠ yu ᠶᡡ yū ᡴᡝ ke ᡤᡝ ge ᡥᡝ he ᡴᡳ ki ᡤᡳ gi ᡥᡳ hi ᡴᡠ ku ᡤᡠ gu ᡥᡠ hu |
| ᠺᠠ k’a ᡬᠠ g’a ᡭᠠ h’a ᠺᠣ k’o ᡬᠣ g’o ᡭᠣ h’o ᡵᠠ ra ᡵᡝ re ᡵᡳ ri ᡵᠣ ro ᡵᡠ ru ᡵᡡ rū       |
| ᡶᠠ fa ᡶᡝ fe ᡶᡳ fi ᡶᠣ fo ᡶᡠ fu ᡶᡡ fū ᠸᠠ wa ᠸᡝ we                                     |
| ᡮᠠ ts’a ᡮᡝ ts’e ᡮᡟ ts ᡮᠣ ts’o ᡮᡠ ts’u ᡯᠠ dza ᡯᡝ dze ᡯᡳ dzi ᡯᠣ dzo ᡯᡠ dzu            |
| ᡰᠠ ža ᡰᡝ že ᡰᡳ ži ᡰᠣ žo ᡰᡠ žu ᠰᡟ sy ᡱᡳ c’y ᡷᡳ jy                                    |